# Rebecca Soni
Rebecca Soni (født 18. marts 1987) er en amerikansk svømmer af ungarsk oprindelse. Hendes forældre emigrerede fra Cluj-Napoca 1980erne og hun blev født i USA, hvor hun voksede op i New Jersey
Ved Sommer-OL 2008 i Beijing vandt Soni guld og satte samtidig ny verdensrekord på 200 meter bryst, foran australske Leisel Jones og norske Sara Nordenstam. Hun vandt desuden en sølvmedalje i 100 meter bryst. 
Ved Sommer-OL 2012 i London blev hun olympisk mester på 200 meter bryst, hvor hun satte ny verdensrekord i finalen med tiden 2:19.59. I semifinalen havde hun også sat verdensrekord med 2:20.00. I 100 meter brystsvømming vandt hun sølv.